# 北郊镇 (淄博市)
北郊镇，是中华人民共和国山東省淄博市周村区下辖的一个乡镇级行政单位。

## 行政区划
北郊镇下辖以下地区：
前沟村、中沟村、后沟村、云南村、十里村、双枣村、孙家村、袁家村、后草村、陈套村、前草村、苏家村、黑土村、南营村、白寨村、孙家寨村、杏园子村、仇家套村、韩家套村、东坞头村、西坞头村、东涯村、西涯村、南涯村、北涯村、大姜村、小姜村、固玄店村、固玄庄村、胥家村、和家村、丰乐村、邓家村、大埠村、小埠村、小赵村、大七村、小七村、小刘村、大杨村、小杨村、圈头村、张坊村、北旺村、梅家村、太平村、班里村、南赵村、周家村、仇家村和管庄村。

## 人口
2010年中国第六次人口普查时，北郊镇共有人口59085人。共有家庭11388户，平均每户3.16人。14岁以下的少年儿童共5544人，占总人口9.383%；15-64岁人口共49524人，占总人口83.81%；65岁及以上的老年人共4017人，占总人口的6.798%。男性共计26198人，占总人口44.33%；女性共计32887，占总人口55.66%。本地居住的人口中，拥有本地户籍的人口为34635人，占58.61%。